# Tour della nazionale maschile di rugby a 15 dell'Italia 1981
Tra luglio e agosto 1981 la nazionale italiana di rugby fu impegnata nel primo tour in Australia con lo scopo di ripetere l'esperienza dell'anno precedente.
Gli Azzurri dei tecnici Paladini e Pulli, capitanati da Nello Francescato, partirono alla volta dell'Australia orientale con in programma nove incontri non ufficiali fra la terza settimana del mese di luglio e la seconda di agosto con selezioni rappresentanti città e union locali.
Fu una tournée che non ebbe grande risonanza, se non per la pesante sconfitta di Brisbane rimediata contro Queensland col punteggio di 11-68. Nonostante un paio di risultati negativi, la disfatta contro Queensland e l'insuccesso di misura per 18 a 19 contro l'ACT (Territorio della Capitale Australiana), le due formazioni più accreditate, l'Italia XV si impose nelle altre partite disputate contro, in ordine: Queensland Country, Mount Isa, Townsville, Cairns, New South Wales Country, Australia Meridionale (in inglese South Australia) e Victoria.

## Risultati
| Data           | Incontro                          | Risultato | Sede        |
| -------------- | --------------------------------- | --------- | ----------- |
| 19 luglio 1981 | Queensland Country ― Italia XV    | 8-27      | Rockhampton |
| 22 luglio 1981 | Mount Isa ― Italia XV             | 3-38      | Mount Isa   |
| 26 luglio 1981 | Townsville ― Italia XV            | 13-30     | Townsville  |
| 30 luglio 1981 | Cairns ― Italia XV                | 0-29      | Cairns      |
| 2 agosto 1981  | Queensland ― Italia XV            | 68-11     | Brisbane    |
| 5 agosto 1981  | NSW Country ― Italia XV           | 13-18     | Wollongong  |
| 9 agosto 1981  | ACT RU ― Italia XV                | 19-18     | Canberra    |
| 11 agosto 1981 | Australia Meridionale ― Italia XV | 3-22      | Adelaide    |
| 13 agosto 1981 | Victoria ― Italia XV              | 6-28      | Melbourne   |